# ブレア・ウォルシュ
ブレア・ウォルシュ（Blair Walsh 1990年1月8日- ）はフロリダ州ボカラトン出身のアメリカンフットボール選手。現在NFLのミネソタ・バイキングスに所属している。ポジションはプレースキッカー。

## 経歴
高校時代、USAトゥデイより、オールUSAファーストチームに選ばれた。2008年にRivals.comからはキッカーとしての脚力で4位、正確性で5位、総合力では7位に評価されている。またESPNからは全米5位に評価された。フロリダ州スポーツライター協会からは州のセカンドチームに選ばれた。2008年のUSアーミーオールアメリカンボウルのメンバーに選ばれた。高校時代の最長FG成功は59ヤード。
ジョージア大学では4年間でNCAA記録となる45試合でFGを成功させた。2011年のコースタルカロライナ大学戦では56ヤードのFGを成功させている。
2012年のNFLドラフト6巡でミネソタ・バイキングスに指名された。5月にバイキングスは前年までのレギュラー、ライアン・ロングウェルを解雇、プレースキッカーのポジションを確保した彼は、ジャクソンビル・ジャガーズとの開幕戦で、第4Q終了と同時に55ヤードのFGを成功、オーバータイムに38ヤードのFGを成功させるなど、4本のFGすべてを成功させ、26-23の勝利に貢献、NFL週間MVPスペシャルチーム部門に選ばれた。第2週のインディアナポリス・コルツ戦でも51ヤードのFGを成功させた。第3週にも52ヤードのFGを成功させ、NFL週間最優秀新人候補に名前があがった。第15週のセントルイス・ラムズ戦では50ヤード以上のFG3本を含む5本のFGを全て成功させ勝利に貢献、NFC週間MVPスペシャルチーム部門に選ばれた。第16週のヒューストン・テキサンズ戦で56ヤードのFGを成功、それまでモーテン・アンダーセン、ジェイソン・ハンソンが持っていた、1シーズンにおける50ヤード以上のFG成功8本のNFL記録を更新する9本目を成功させた。最終週、勝てばプレーオフ進出となるグリーンベイ・パッカーズ戦で26ヤードの決勝FGを決めた。この年、プロボウルに選出された。